# Osmanpınarı, Zile
Osmanpınarı là một xã thuộc huyện Zile, tỉnh Tokat, Thổ Nhĩ Kỳ. Dân số thời điểm năm 2011 là 154 người.